# 242 هـ
242 هـ هي سنة في التقويم الهجري امتدت مقابلةً في التقويم الميلادي بين سنتي 856 و857.

## مواليد
- أحمد المعتضد بالله
- الحسن الحصائري

## وفيات
- أبو العباس محمد بن الأغلب
- يحيى بن أكثم
- عباس بن الفضل
- محمد بن عبد الله بن عمار